# Basta de mujeres
Basta de mujeres es una película de comedia picaresca argentina, cuyos protagonistas principales son Alberto Olmedo y Susana Giménez, estrenada el 31 de marzo de 1977.

## Argumento
Alberto vive un matrimonio de 20 años de casado con Laura, que transcurre monótonamente.
En la oficina donde trabaja conoce a Mónica, una empleada seria y formal con la que traba una relación de amistad. 
En una conversación con compañeros de oficina, Alberto escucha que es importante para un hombre a los 40 años tener una amante, lo que lo perturba un poco y decide tener su aventura amorosa, y para ello le pide ayuda a un amigo quien le organiza una salida nocturna junto a una señorita que inesperadamente resulta ser Mónica, su compañera de trabajo. El romance surge entre ambos, y Alberto debe finalmente decidir entre los sentimientos de culpabilidad por esta aventura y la irresistible atracción que le genera Mónica.
A diferencia de otras películas cómicas protagonizadas por Alberto Olmedo, en este film el director (Hugo Moser) intenta, con mayor o menor suerte, incursionar en el terreno de la comedia dramática, mezclando los típicos gags costumbristas con situaciones que por momentos rozan el drama moral.

## Reparto
Participaron en el filme los siguientes intérpretes:
- Alberto Olmedo................Alberto
- Susana Giménez..............Monica
- Gilda Lousek....................Laura
- Juan Carlos Dual..............Ricardo
- Adolfo García Grau..........Manuel
- César Bertrand................compañero oficina
- Alberto Busaid..................compañero oficina
- Roberto Carnaghi.............portero barriendo
- Juan José Camero............actor telenovela
- Jorge Porcel......................predicador televisivo
- Susana Traverso
- Jorgelina Aranda...............doña Pancha
- Esteban Peláez............... compañero oficina
- Ernesto Nogues
- Eduardo Baldani
- Liliana Cevasco
- Remedios Climent...........anciana en la puerta de calle con el esposo
- Ana María Cores.............actriz telenovela
- Jorge Florentino
- Adriana Forte
- Gloria Geddes
- Susana Giralt
- Monica Land...................esposa de Manuel
- Miguel A. Martínez
- Adrian Montero
- Roberto Mosca
- Romina Mur
- Penelope
- Takayama
- Naanim Timoyko..............amante de Ricardo
- Héctor Ugazio
- Emilio Vidal........................primo de Alberto
- Luis Videla
- Juan Carlos Villa